# Revolución de 1858
La Revolución de 1858 fue un alzamiento militar de disidentes del Partido Colorado contra el gobierno constitucional de Uruguay. La revuelta fue liderada por los generales César Díaz y Manuel Freire (uno de los Treinta y Tres Orientales), con el visto bueno del expresidente Venancio Flores.

## Antecedentes
Luego de la paz de octubre de 1851, que puso fin a la Guerra Grande con el lema de que entre los blancos del Gobierno del Cerrito y los colorados del Gobierno de la Defensa “no habría vencidos ni vencedores”, existía un gran consenso en que el próximo Presidente de la República fuera el general Eugenio Garzón. Pero su inesperado fallecimiento determinó que se eligiera a Juan Francisco Giró. En 1852 Venancio Flores fue designado Jefe Político de Montevideo.

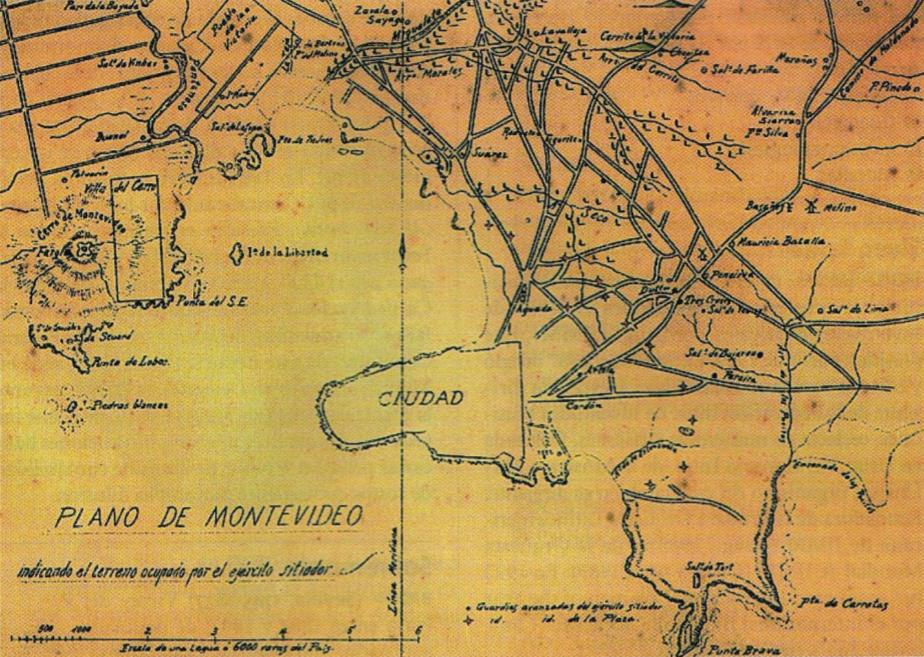
Mapa antiguo de Montevideo y pueblos aledaños (Pueblo de la Victoria, actual barrio de La Teja, y el hoy también barrio de Villa del Cerro) donde se indica el territorio ocupado por el ejército sitiador de Montevideo en el transcurso de la Guerra Grande.

El gobierno de Giró se caracterizó por un intento de integración de los grupos blancos y colorados, en lo que se dio en llamar la política de fusión. Como parte de ésta, Venancio Flores fue designado ministro de Guerra y Marina. Sin embargo, la pugna política entre los dos principales partidos políticos se acentuó. Uno de los factores de distanciamiento fue la rivalidad entre la Guardia Nacional, fundada por Manuel Oribe, y el Ejército, predominantemente colorado y liderado por Flores.
Dadas las turbulencias políticas, Flores forzó la renuncia de Giró. Para culminar el mandato del presidente constitucional se designó a un triunvirato, integrado por el mismo Flores, Juan Antonio Lavalleja y Fructuoso Rivera. Las muertes de Lavalleja y de Rivera determinaron que, en los hechos, fuera Flores el que ejerciera el Poder Ejecutivo entre 1853 y 1855. 
Su administración tropezó con sucesivas intromisiones del Imperio del Brasil, hasta que se vio obligado a renunciar al producirse la Rebelión de los Conservadores. Con varios de sus colaboradores se exilió en Buenos Aires, donde prestaron servicio en la guerra contra los indígenas. Entre sus allegados se encontraba César Díaz.

## El alzamiento
En diciembre de 1857 varios grupos de colorados que habían formado el Partido Conservador se rebelaron en distintos puntos de la campaña uruguaya. El 6 de enero del año siguiente César Díaz desembarcó en Montevideo e intentó tomar la ciudad. El ejército de Díaz fue perseguido de cerca por las fuerzas gubernativas al mando del general Anacleto Medina. El 16 de enero Díaz fue alcanzado en las cercanías de arroyo Cagancha por el coronel Lucas Moreno, aunque la batalla no tuvo un claro vencedor. El 28 de enero Medina lo alcanzó al llegar al Paso de Quinteros, sobre el río Negro, donde fue obligado a rendirse. Medina garantizó las vidas de los jefes de la revolución a cambio de la rendición e intentó convencer al presidente Gabriel Antonio Pereira de perdonar la vida a los rebeldes. 
Sin embargo, cuatro días después, el presidente Pereira ordenó ejecutar a los oficiales rendidos, orden que Medina cumplió el 1 de febrero. Fueron fusilados en el mismo lugar de la rendición los generales César Díaz y Manuel Freire (uno de los Treinta y Tres Orientales) y numerosos coroneles, jefes y oficiales. Algunas versiones afirman que el número de los ejecutados llegó a ciento cincuenta y dos hombres. Este hecho, con el cual finalizó la revolución de 1858, causó gran consternación en la población y, por sus características, pasó a la historia con el nombre de "Masacre de Quinteros" o "Hecatombe de Quinteros". Los oficiales que lograron salvarse de la matanza se refugiaron en Entre Ríos, de donde el presidente Justo José de Urquiza se negó a enviarlos a su país para ser ejecutados. Los rebeldes clamaban venganza, pero Urquiza se negó a apoyarlos. 
En el fondo de este suceso actuaron las pasiones incontroladas, provocadas por los momentos que se vivían, y que más de una vez endurecieron las actitudes de los gobernantes, impotentes para aplicar la política de fusión y el olvido de los rencores del pasado que había llevado a Giró, y luego a Gabriel Pereira, a la presidencia.
La derrota de los conservadores, la muerte del Manuel Oribe y el alejamiento transitorio de Flores de la política, afirmó al grupo fusionista, que pudo gobernar hasta el final del período de Pereira.